# Museo de Aviación de Islandia
El Museo de Aviación de Islandia (en islandés, Flugsafn Íslands) cubre la historia de la aviación de ese país europeo. Se encuentra en el aeropuerto de Akureyri y fue formalmente inaugurado el 24 de junio de 2000.

## Historia
Fundado el 1 de mayo de 1999, fue inaugurado formalmente el 24 de junio de 2000 por Halldór Blöndal, portavoz del Althing. Inicialmente fue conocido como Museo de la Aviación de Akureyri pues existía otra colección de aviación en Hnjótur, Örlygshöfn.  Se le cambió el nombre en 2005 para reflejar su función nacional. Svanbjörn Sigurðsson, una de las principales figuras en la fundación del museo, fue su primer director.
Inicialmente ubicado en un alojamiento temporal dentro de un hangar, alquilado por el Íslandsbanki, el museo se trasladó en 2007 a un edificio especialmente diseñado con 2200 metros cuadrados (23 680,6 ft²) de espacio, aproximadamente cinco veces más grande que el hangar; el edificio fue inaugurado oficialmente por Sigrún Björk Jakobsdóttir, alcalde de Akureyri. En 2009, se celebró su décimo aniversario.
La colección de aviones ha sido utilizada para entrenamiento por la Tækniskóli Íslands.

## Colecciones

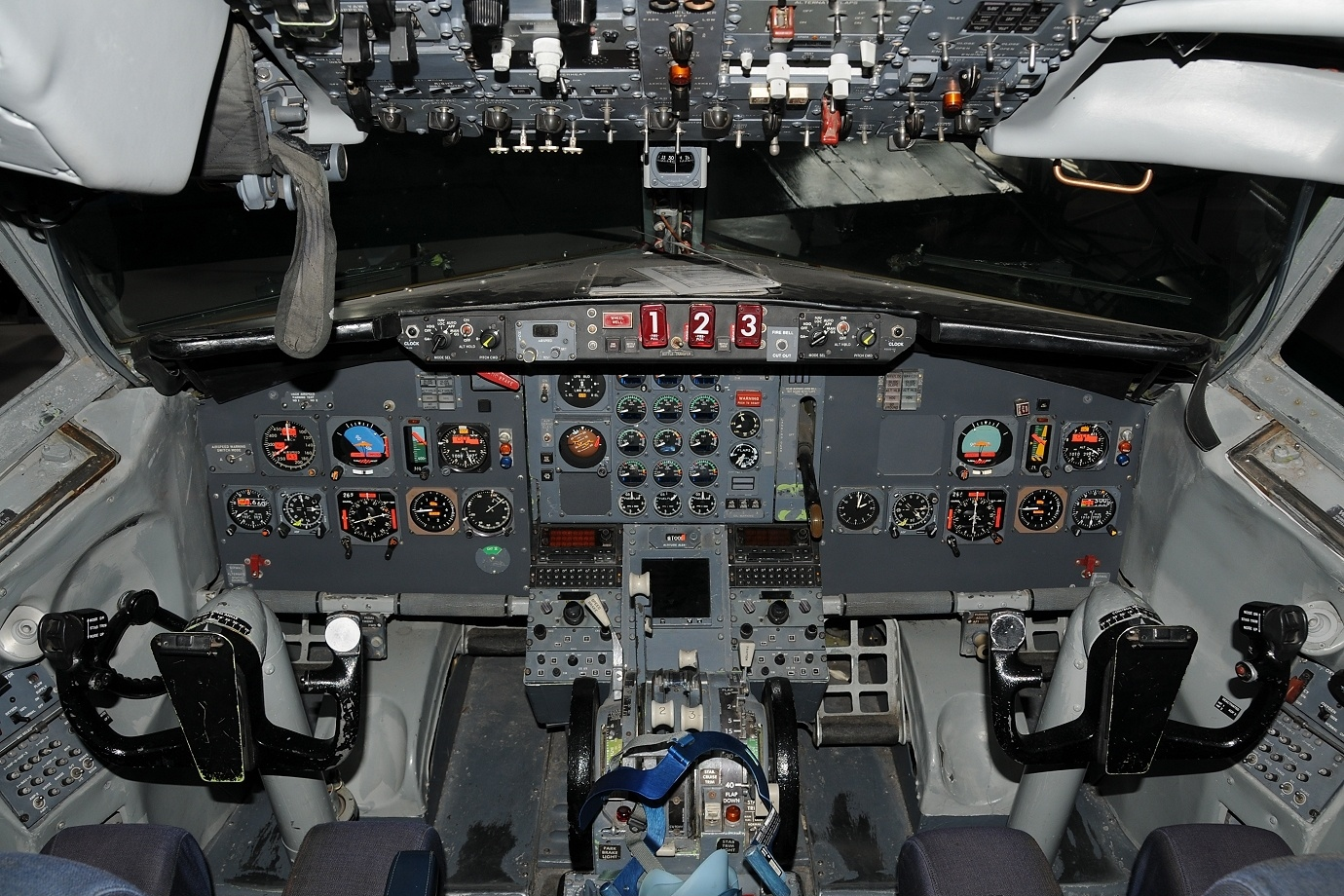
Cabina de Boeing 727 Gullfaxi

El museo mantiene muchas fotografías de la aviación islandesa a lo largo de los años y también distintos tipos de aviones históricos, muchos de los cuales todavía se encuentran en condiciones de aeronavegabilidad y vuelan al menos una vez al año. Entre estos se incluyen:
- Klemm L.25e TF-SUX, construido en 1934 y llevado a Islandia por los alemanes en 1938;[3] fue el primer avión en aterrizar en Vestmannaeyjar[6]
- Waco YKS-7 idéntico al TF-ÖRN, el primer avión operado por Flugfélag Akureyrar, más tarde Flugfélag Íslands, cuando comenzó a funcionar en 1938.[14]
- un Beechcraft bimotor idéntico al que se llevó por primera vez a Islandia en 1942
- Auster V de Björn Pálsson, con el que voló el primer servicio de ambulancia aérea[15]
- un Douglas DC-3 de 1943 que estuvo de servicio en la Base Aérea de Keflavík antes de ser transferido al uso civil por Flugfélag Íslands en 1946.[16]
- la cabina de Gullfaxi, Boeing 727 TF-FIE, el primer avión a reacción del país, recuperado del desierto de Mojave.[12][17][18]
- Aérospatiale SA-365N-1 Dauphin 2 TF-SIF, un helicóptero de rescate de la Guardia Costera que estuvo en servicio durante 22 años antes de sufrir daños en un ejercicio de entrenamiento en 2007
- Guardacostas Fokker F-27 TF-SYN